# NGC 7049
NGC 7049 är en linsformad galax som sträcker sig över cirka 150 000 ljusår och ligger cirka 100 miljoner ljusår från jorden i stjärnbilden Indianen. Den upptäcktes år 1826 av James Dunlop.
NGC 7049:s ovanliga utseende beror till stor del på en framträdande repliknande stoftring som sticker ut mot stjärnljuset bakom den. Dessa stoftstråk ses vanligtvis i unga galaxer med aktiva stjärnbildande regioner. NGC 7049 uppvisar egenskaper hos både en elliptisk galax och en spiralgalax och har relativt få klotformiga stjärnhopar, vilket styrker dess status som en linsformad galax. NGC 7049 är den ljusaste (BCG) av Indus-tripletten av galaxer (NGC 7029, NGC 7041, NGC 7049), och dess struktur kan ha uppstått från flera sentida inträffade galaxkollisioner. Typiska BCG är några av de äldsta och mest massiva galaxerna.

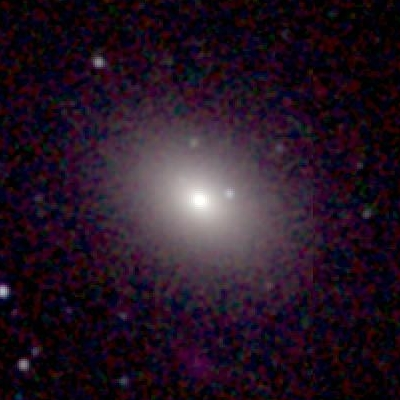
2MASS-bild av NGC 7049